# Саєве
Са́єве — село в Україні, у Роменському районі Сумської області. Населення становить 327 осіб. Входить до складу Вільшанської сільської громади.

## Географія
Село Саєве розташоване біля витоків річки Вільшанка. Нижче за течією на відстані 2 км розташоване село Тимченки. На відстані 0,5 км розташовані села Гаврики і Великі Луки (Сумський район). По селу протікає пересихаючий струмок з загатами.

## Історія
12 червня 2020 року, відповідно до розпорядження Кабінету Міністрів України № 723-р «Про визначення адміністративних центрів та затвердження територій територіальних громад Сумської області», село увійшло до складу Вільшанської сільської громади.
19 липня 2020 року, в результаті адміністративно-територіальної реформи та ліквідації Недригайлівського району, громада увійшла до складу новоутвореного Роменського району.

## Політика

### Парламентські вибори, 2019
На позачергових парламентських виборах 2019 року у селі функціонувала окрема виборча дільниця № 590376, розташована у приміщенні клубу.
Результати
- зареєстровано 183 виборці, явка 71,04%, найбільше голосів віддано за «Слугу народу» — 44,53%, за «Опозиційну платформу — За життя» — 13,28%, за Всеукраїнське об'єднання «Батьківщина» — 12,50%[3]. В одномандатному окрузі найбільше голосів отримав Максим Гузенко (Слуга народу) — 33,33%, за Анатолія Кобзаренка (самовисування) і Віктора Ладуху (Всеукраїнське об'єднання «Батьківщина») — по 16,28%[4].

## Населення

### Мова
Розподіл населення за рідною мовою за даними перепису 2001 року:
| Мова       | Кількість | Відсоток |
| ---------- | --------- | -------- |
| українська | 319       | 97.55%   |
| російська  | 8         | 2.45%    |
| Усього     | 327       | 100%     |

## Природоохоронні території
- Саївський — ботанічний заказник місцевого значення.